# 波特兰有轨电车

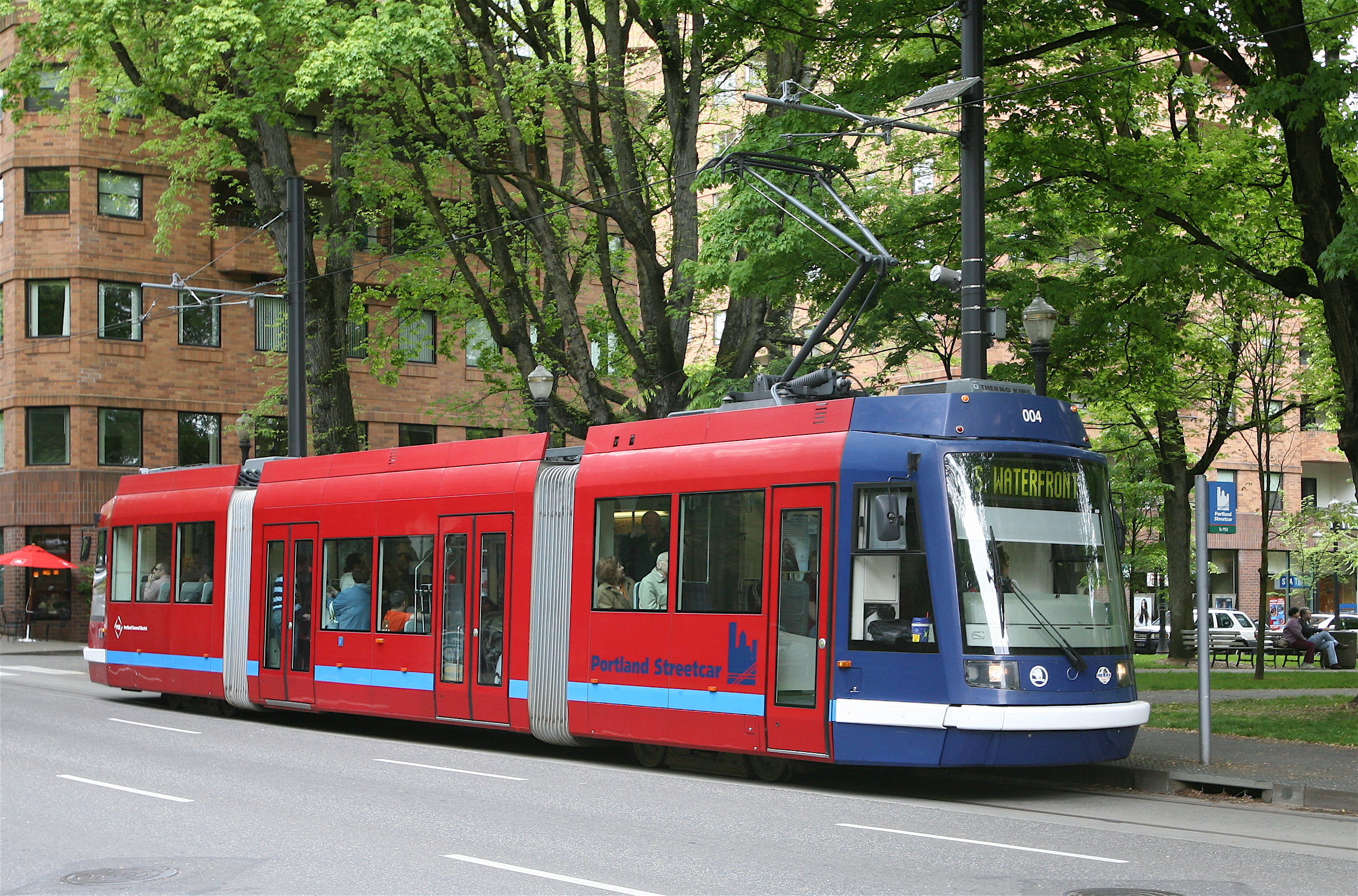
使用车辆

波特兰有轨电车（英語：Portland Streetcar），是美国俄勒冈州波特兰地区由俄勒冈州三县都会区交通局（Tri-County Metropolitan Transportation District of Oregon，简称TriMet）运营的一条有轨电车，总长9.35英里（15.05） ，在2012年9月开通东部线路（3.3英里（5.31） ）前的日客流量为1.1万人，可以在市区跟波特兰轻轨换乘。